# Maggie's Farm
Singles de Bob Dylan
Subterranean Homesick Blues
(1965) Like a Rolling Stone
(1965)
Maggie's Farm est une chanson de Bob Dylan parue en 1965 sur l'album Bringing It All Back Home.
Elle est parfois interprétée comme une charge adressée au mouvement folk dont Dylan commençait à se détacher à l'époque. Lors du festival de folk de Newport, elle est interprétée dans une version électrique qui sème l'émoi dans le public.

## Reprises
- Solomon Burke en face B du single Tonight's the Night (1965)
- Richie Havens sur l'album Something Else Again (1968)
- Booker T & Priscilla sur l'album Home Grown (1972)
- The Blues Band sur l'EP Maggie's Farm (1980) – en référence à Margaret Thatcher
- The Specials en face B du single Do Nothing (1980) – en référence à Margaret Thatcher
- Tin Machine en face B du single Tin Machine (1989)
- Grateful Dead sur scène
- Barbara Dickson sur l'album Don't Think Twice It's All Right (1992)
- Chris & Carla sur l'album Shelter for an Evening (1993)
- Tim O'Brien sur l'album Red on Blonde (1996)
- Rage Against the Machine sur l'album Renegades (2000)
- Silvertide sur la bande originale du film La Jeune Fille de l'eau (2006)